# Lissotriton vulgaris
Espèce
Statut de conservation UICN

 LC  : Préoccupation mineure
Lissotriton vulgaris est une espèce d'urodèles de la famille des Salamandridae. Ses noms vernaculaires en français sont, principalement, triton ponctué ou triton lobé, mais on trouve aussi parfois triton vulgaire ou triton commun par traduction du nom scientifique et d'autres langues. C'est en effet l'espèce de triton la plus commune dans le nord et l'est de l'Europe, ainsi que dans les îles Britanniques. Mais ce n'est généralement pas le cas dans les régions de France et de Suisse où l'espèce est présente, d'autres espèces y étant habituellement plus communes, sauf localement. Son ancien nom scientifique a longtemps été Triturus vulgaris.

## Distribution et sous-espèces

Carte de répartition de Lissotriton vulgaris (comprenant aussi Lissotriton vulgaris meridionalis en Italie, parfois considéré comme une espèce distincte).

Le triton ponctué a une vaste aire de répartition, de l'Irlande jusqu'en Sibérie occidentale en Russie, et du centre de la Scandinavie et de la Finlande jusqu'aux Balkans.
Lissotriton vulgaris ainsi que les espèces très proches sont cependant absents du sud-ouest de l'Europe (Espagne, Portugal, moitié Sud de la France). En France on le trouve surtout dans la moitié nord.
Sous-espèces selon Dubois & Raffaëlli, 2009 :
- Lissotriton vulgaris vulgaris (Linnaeus, 1758) ; la forme nominale peut être rencontrée dans la plus grande partie de la répartition de l'espèce,
- Lissotriton vulgaris ampelensis (Fuhn, 1951), aire encore mal délimitée dans le bassin carpatique : centre, nord et ouest de la Roumanie, nord de la Serbie, est de la Hongrie, sud-est de la Slovaquie et sud-ouest de l'Ukraine.

D'anciennes sous-espèces d'Europe du Sud et d'Asie mineure ont récemment été élevées au rang d'espèces, mais le statut de certaines d'entre elles est encore discuté : Lissotriton meridionalis (Italie, Tessin suisse), Lissotriton graecus (Balkans), Lissotriton schmidtleri (Anatolie et Balkans), Lissotriton kosswigi (Anatolie) et Lissotriton lantzi (Caucase).

## Description

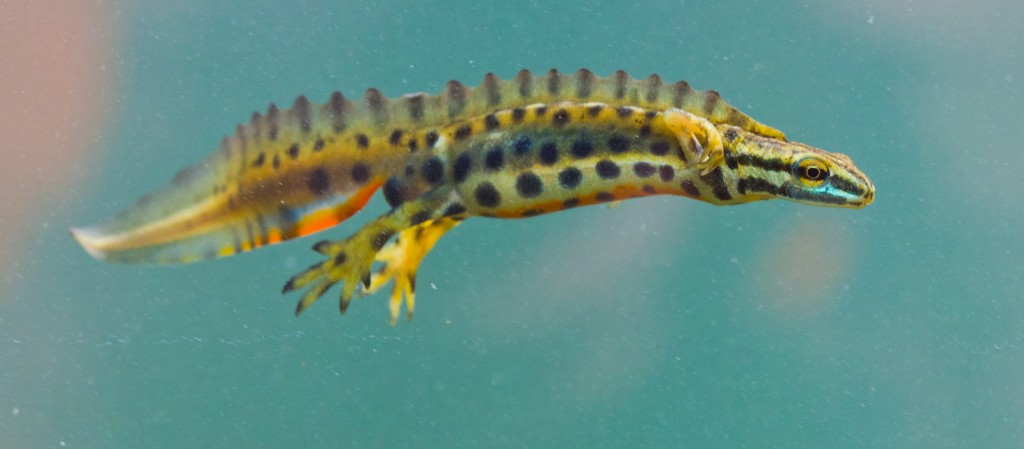
Mâle en parure nuptiale (phase aquatique).

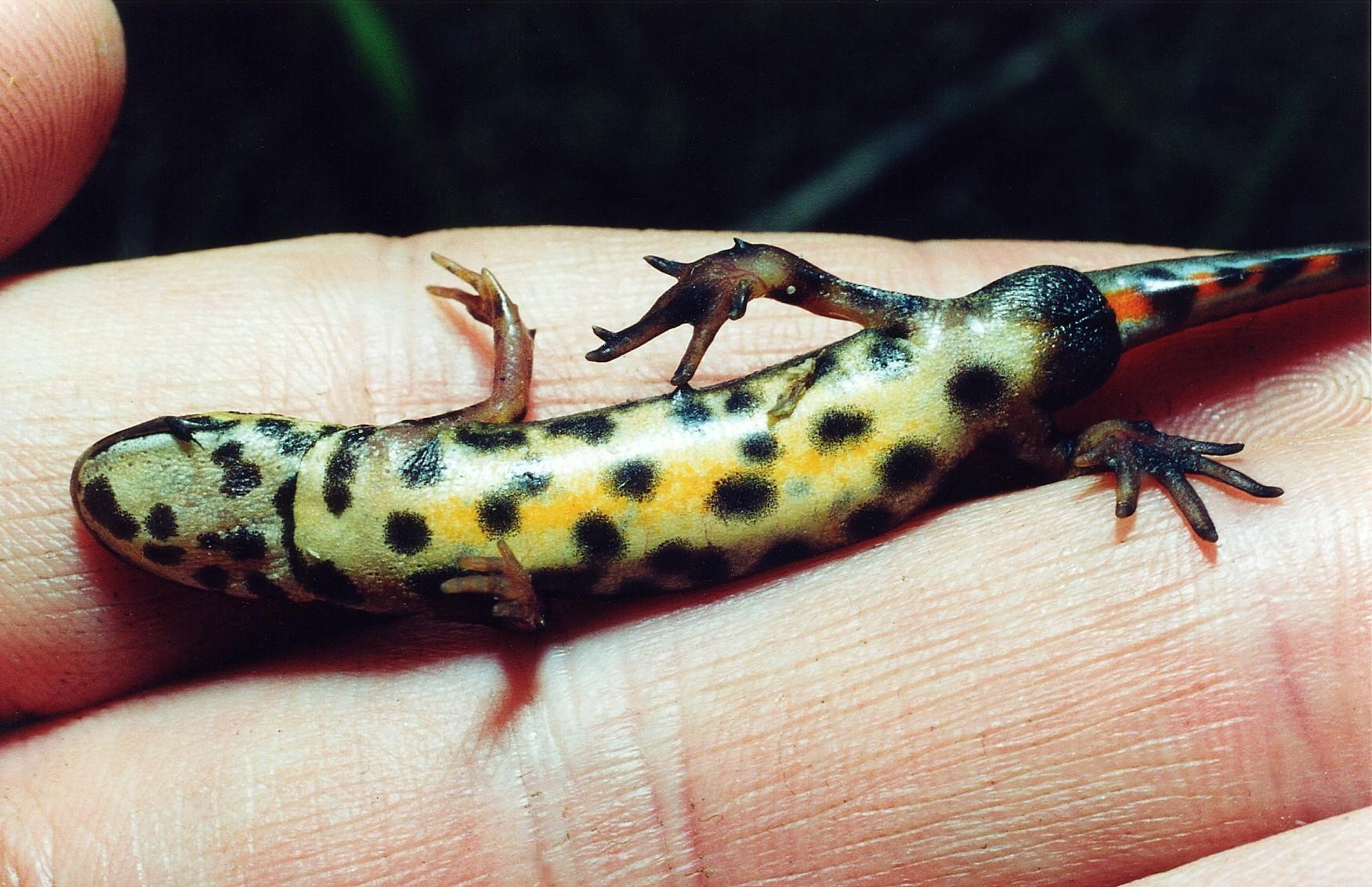
Face ventrale du triton ponctué mâle. La ponctuation du ventre permet de différencier les mâles de cette espèce de ceux de Lissotriton helveticus

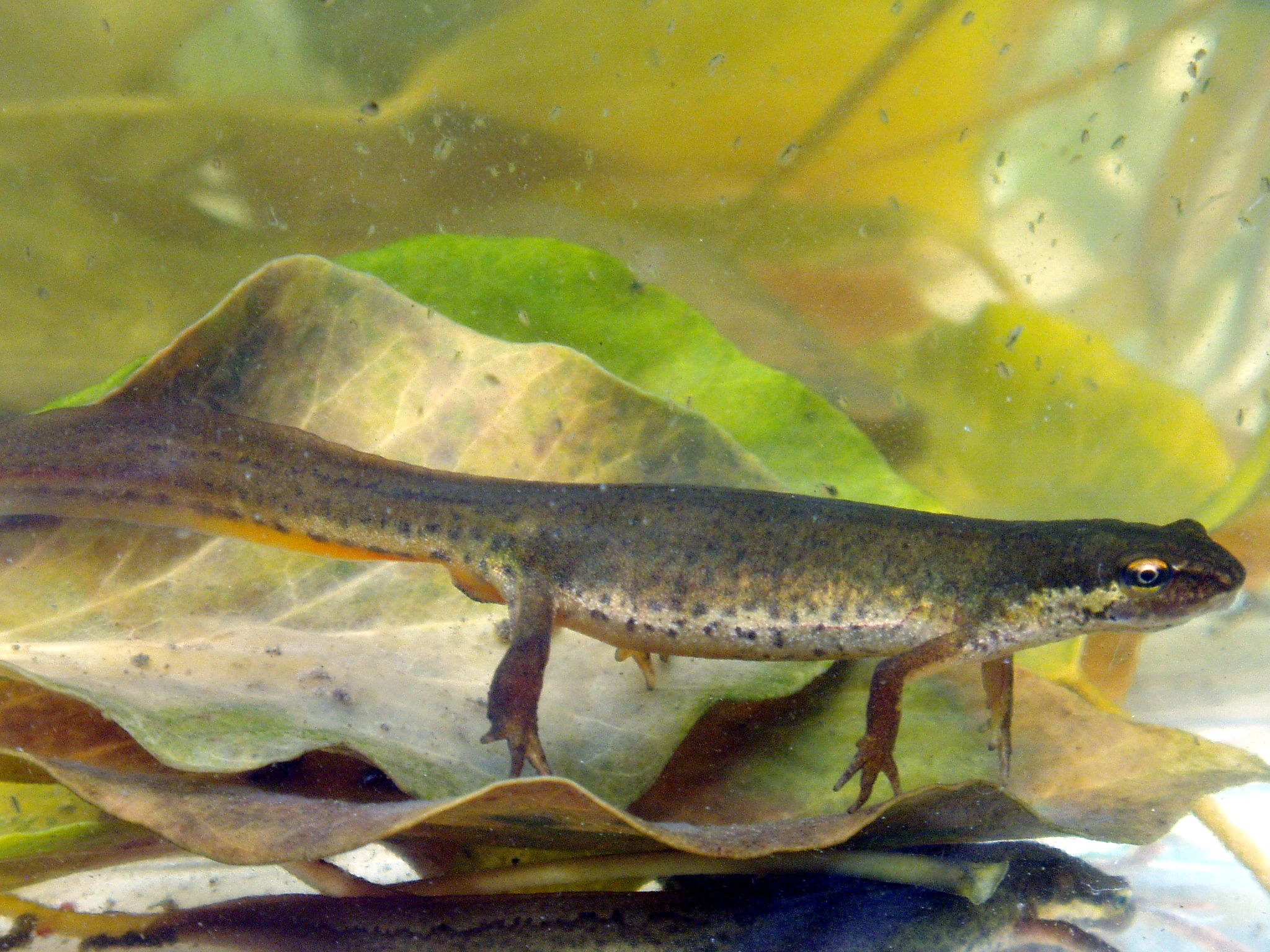
femelle en phase aquatique.

Comme la plupart des tritons, il présente un fort dimorphisme sexuel, surtout durant la période de reproduction, durant laquelle le mâle adulte est facilement reconnaissable. Il est facilement différenciable des mâles de Lissotriton helveticus (triton palmé), contrairement aux femelles des deux espèces qui se ressemblent beaucoup. Il est plus coloré et arbore une crête dorsale plus ou moins ondulée, qui s’étire le long du dos et qui continue jusqu’au bout de la queue et s’y termine en pointe. La queue du mâle est ornée de bleu et d'un ourlet orangé sur sa face inférieure. Ses orteils sont plutôt lobés que palmés : ces lobes ne relient que peu les orteils entre eux contrairement aux vraies palmes du triton palmé. Des bandes foncées longitudinales courent le long de la tête, de la narine jusqu'au cou, en passant au-dessus de l’œil. Ses flancs sont décorés de grands points foncés, souvent bien plus marqués que chez L. helveticus. Un critère permettant de bien différencier les deux espèces est l'observation du ventre, coloré en jaune-orange à rouge-orange vif et le plus souvent tacheté chez L. vulgaris. En règle générale, la gorge porte aussi quelques taches. Le mâle mesure entre 7 et 11 cm selon les régions.
Alors qu'en général la femelle est souvent plus grande que le mâle chez les tritons, Lissotriton vulgaris fait figure d'exception, puisque la femelle est un peu plus petite que le mâle. Uniformément brune, avec des flancs dépourvus de taches, elle se confond très souvent avec la femelle de Lissotriton helveticus (triton palmé) qu'on trouve dans les mêmes régions en Europe de l'Ouest, et assez fréquemment dans les mêmes plans d'eau. Les caractéristiques suivantes, normalement présentes chez la femelle, peuvent permettre de faire la différence :
- femelle de triton ponctué : la gorge est le plus souvent tachetée (parfois très pâles), tout comme le milieu du ventre, coloré en jaune-orange à orange vif. En général il n'y a pas de tache blanche au dessus de l’articulation de la patte postérieure, et la face inférieure du pied n'a pas les coussinets ou tubercules clairs et très visibles. Le cloaque a une coloration le plus souvent foncée.
- femelle de triton palmé : la gorge laiteuse, rose à orange pâle ne possède pas de taches, comme le milieu du ventre, qui est de couleur jaune clair à orange pâle. Le cloaque est blanchâtre. On observe fréquemment une tache claire au dessus de l’articulation de la patte postérieure, et la face inférieure du pied est souvent pourvue de deux coussinets ou tubercules clairs et bien visibles.

## Habitat
Durant sa phase aquatique, on le rencontre dans des points d'eau de toutes sortes, plutôt stagnants et ensoleillés et qui se réchauffent facilement, souvent de petite dimension comme des mares, généralement sans poisson. Mais on le trouve aussi en bordure d'étangs et de lacs. Il s'adapte aux points d'eau aménagées par l'homme comme des mares de jardins, des bassins de récupération d'eau pluviale, des carrières. Il peut être présent dans des eaux temporaires comme des prairies et champs inondés. Mais il a une préférence pour les eaux évoluées riches en végétation aquatique. Les mares-abreuvoirs des prairies sont un des habitats les plus favorables. Il est fréquent dans les fossés de drainage agricole. Il cohabite souvent avec d'autres espèces de tritons de son aire de répartition dans des habitats divers, mais en comparaison avec les autres tritons, il est plus présent dans les milieux ouverts, bien qu'on le trouve aussi en forêt. Les eaux ombragées et fraîches sont moins occupées. Il évite les eaux acides. Il occupe moins les très petits points d'eau comme les ornières. Il est plus inféodé aux zones humides alluviales et aux bas-marais, aux régions d'étangs ainsi qu'aux plaines maritimes. Les bras morts des cours d'eau sont un de ses habitats typiques. Il tolère bien l'eau saumâtre. C'est aussi le triton qui s'adapte le mieux aux régions agricoles. C'est en général une espèce de plaine et collines de basse altitude, qui évite souvent les reliefs, mais il atteint tout de même 1 050 m sur les plateaux du Jura et très ponctuellement 2 150 m dans les Alpes autrichiennes,,.

## Alimentation
Lissotriton vulgaris se nourrit d'invertébrés, de petits crustacés, de zooplancton, de daphnies et également de têtards de grenouille. Ils sont également connus pour présenter des tendances cannibales.

## Reproduction
Lissotriton vulgaris passe une partie de l'année sur la terre ferme, mais il vit dans l'eau durant la période de reproduction, de février à juin/juillet. 
Durant cette période le mâle développe les caractéristiques nuptiales de l'espèce : crête ondulée le long du dos et de la queue, qui devient plus colorée. Il pratique alors la parade nuptiale caractéristique des tritons : il se place devant la femelle et agite la queue le long de son corps, en direction de la femelle. Par ces mouvements, il diffuse vers la femelle des phéromones sécrétées par des glandes dorsales et cloacales, dans le but de séduire la femelle.

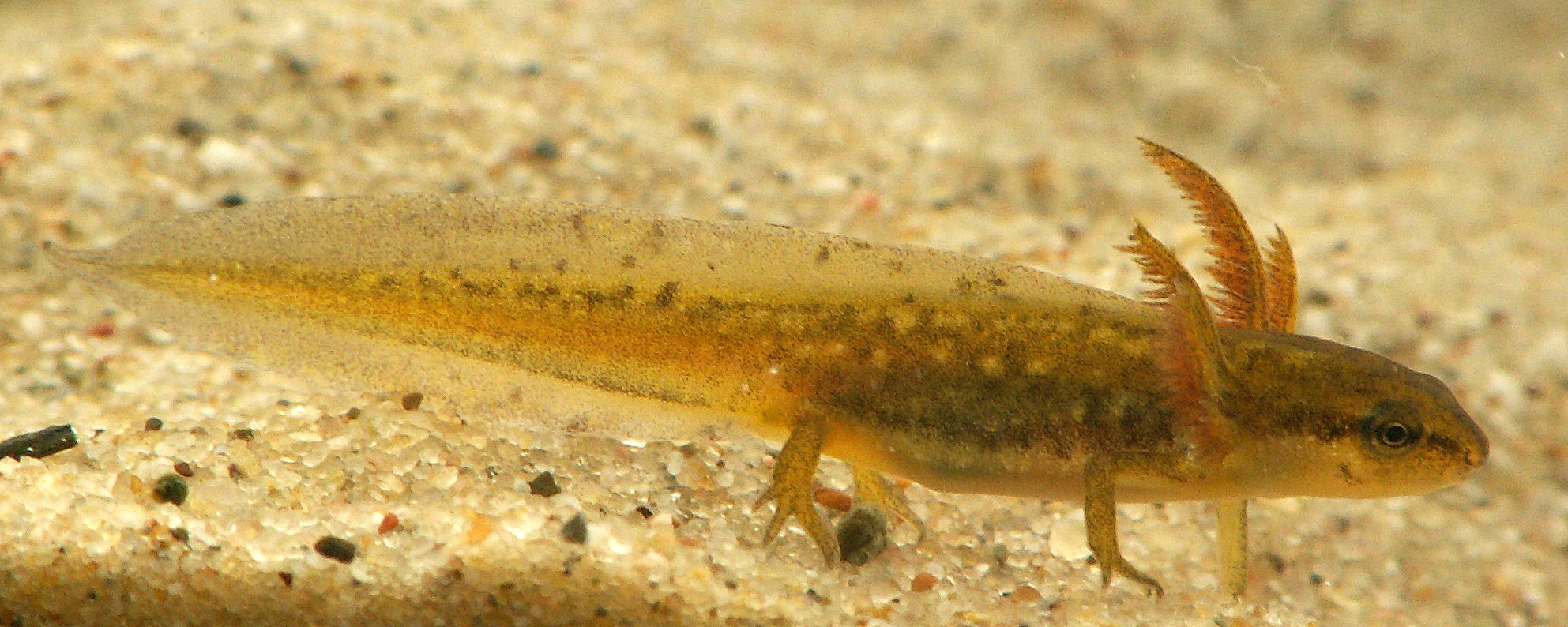
Larve de Lissotriton vulgaris

À la fin de la parade nuptiale, le mâle dépose sur le fond un spermatophore, capsule comprenant les spermatozoïdes, que la femelle va recueillir par son cloaque. La fécondation sera alors interne. La femelle pondra 100 à 300 œufs qui éclosent en larves (on ne parle pas de "têtards", ce terme étant réservés aux anoures) au bout d'environ 2 à 3 semaines. Strictement aquatiques au départ, les larves sont munies dans un premier temps de branchies externes souvent bien visibles. Elles acquerront au cours de leur développement des poumons, permettant aux adultes de vivre sur la terre ferme. 6 à 9 semaines sont nécessaires aux larves afin d'accomplir la métamorphose.
Dans les zones les plus froides, les larves passent souvent l'hiver dans l'eau, et se métamorphosent alors l'année suivante. Elles deviennent sexuellement matures la deuxième année, mais certains individus gardent parfois des caractéristiques larvaires (phénomène de « néoténie », relativement courant chez cette espèce).

## Prédateurs

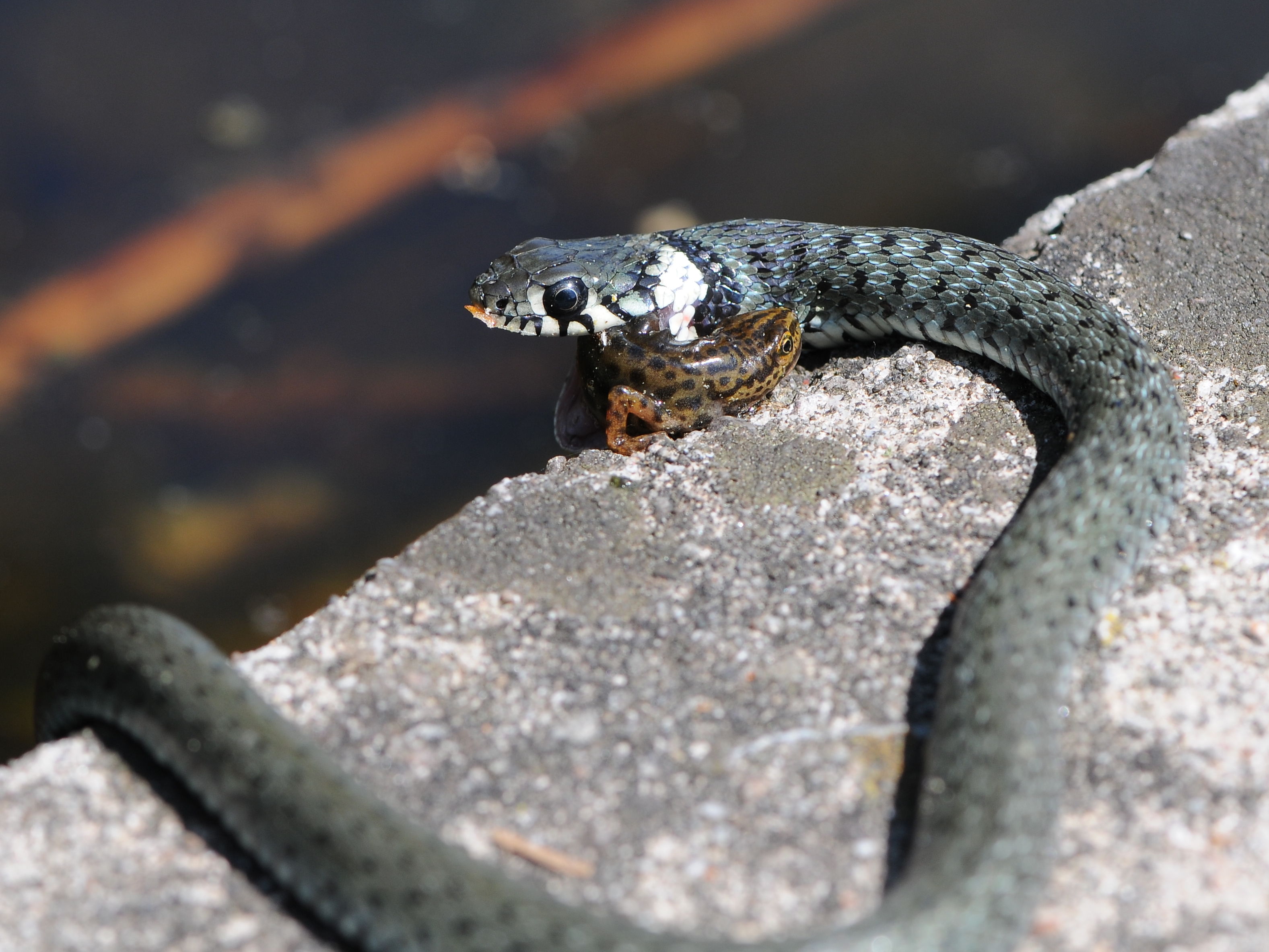
Lissotriton vulgaris en train de se faire manger par un Natrix natrix.

Comme ses congénères, Lissotriton vulgaris est la proie de nombreux animaux, que ce soit durant sa vie larvaire (grand dytique, dytique bordé, larves de libellules, mais aussi des poissons comme la truite, la perche et l'épinoche) ou à l'état adulte (rapaces diurnes ou nocturnes, mammifères comme le blaireau, ou le renard, etc.)

## Statut et conservation
Comme de très nombreuses espèces d'amphibiens, Lissotriton vulgaris est protégé dans plusieurs pays. En France il est protégé au niveau national, et en Europe l'espèce est protégée par son inscription à l'annexe III de la convention de Berne pour la protection de la vie sauvage en Europe..

## Nomenclature et systématique
Linné a décrit en 1758 Lacerta vulgaris. Elle devient Triturus vulgaris en 1918 puis Lissotriton vulgaris en 2004, quand Triturus est réorganisé en trois genres et cette espèce est placée dans le genre Lissotriton.

## Synonymes

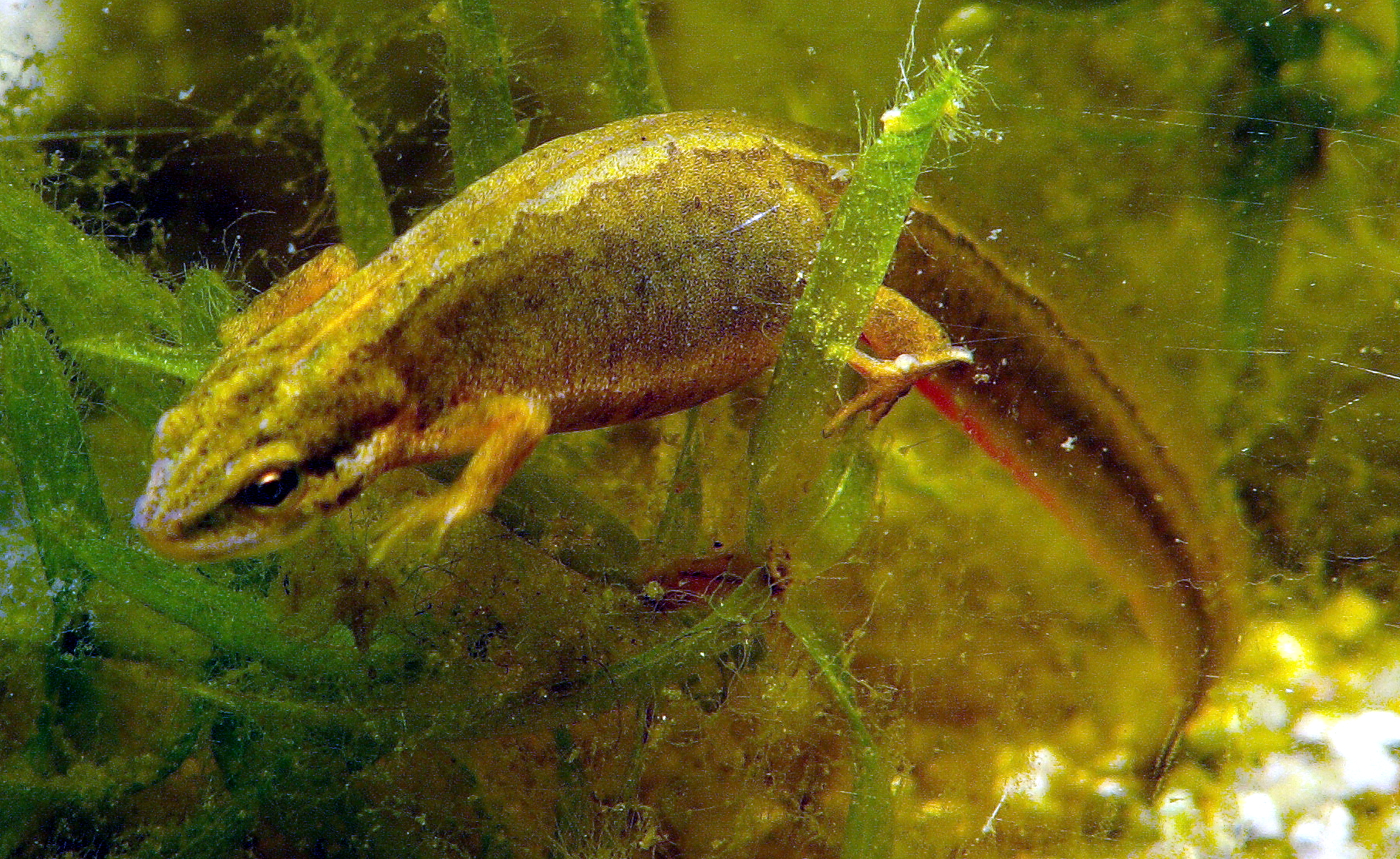
femelle, phase aquatique

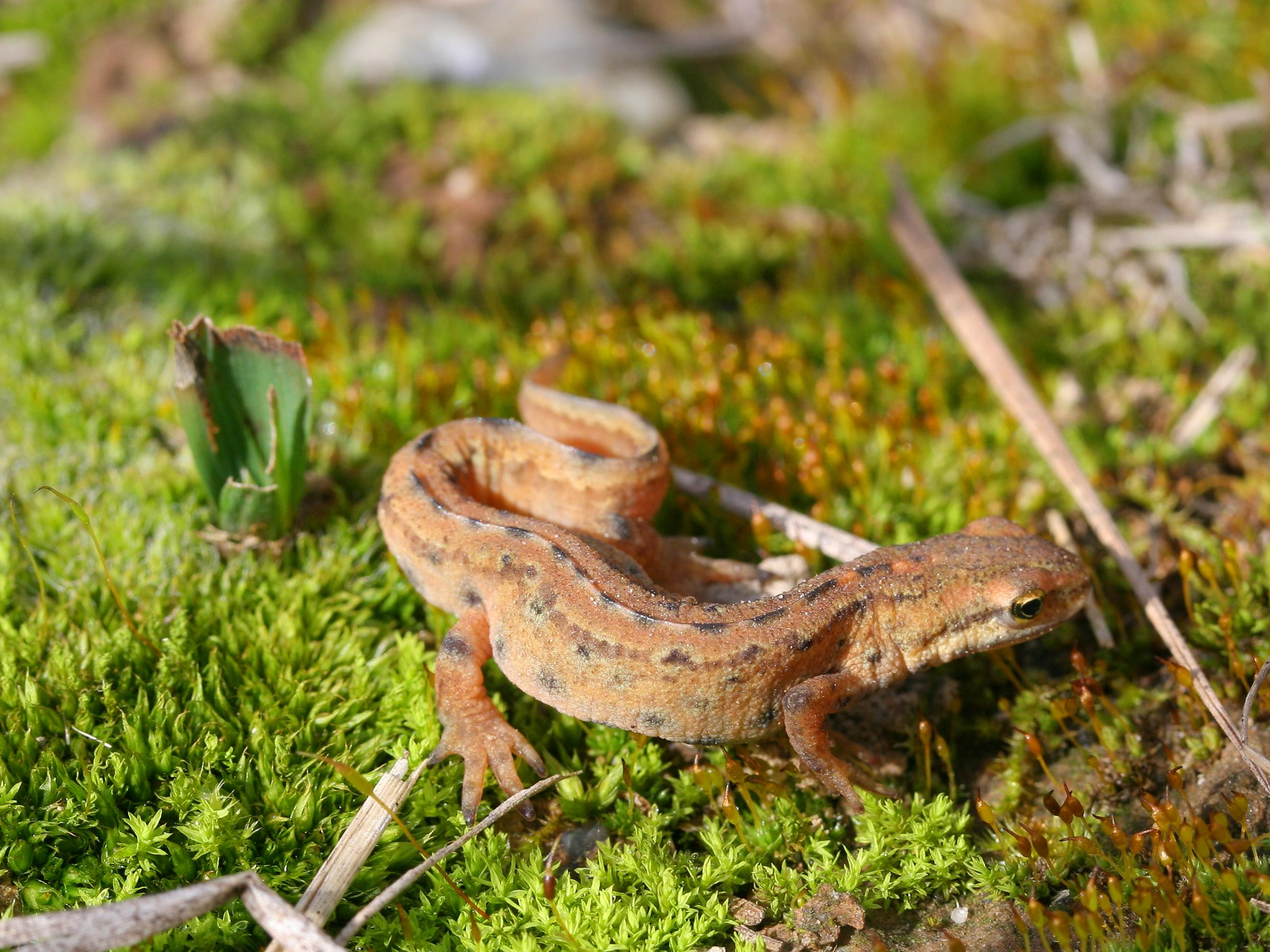
mâle, phase terrestre

Cette espèce admet de nombreux synonymes :
- Lacerta vulgaris Linnaeus, 1758
- Lacerta aquatica Linnaeus, 1758
- Lacerta palustris Linnaeus, 1758
- Triton palustris Laurenti, 1768
- Triton parisinus Laurenti, 1768
- Salamandra exigua Laurenti, 1768
- Gecko triton Meyer, 1795
- Salamandra taeniata Schneider, 1799
- Salamandra abdominalis Latreille, 1800
- Salamandra punctata Latreille, 1800
- Lacerta triton Retzius, 1800
- Salamandra elegans Daudin, 1803
- Molge cinerea Merrem, 1820
- Salamandra lacepedii Andrzejowski, 1832
- Triton lobatus Otth in Tschudi, 1838
- Triton laevis Higginbottom, 1853
- Triton vulgaris dalmatica Kolombatovic, 1907
- Triturus vulgaris (Linnaeus, 1758)
- Triton intermedius Szeliga-Mierzeyewski & Ulasiewicz, 1931
- Triton hoffmanni Szeliga-Mierzeyewski & Ulasiewicz, 1931
- Triturus vulgaris ampelensis Fuhn, 1951
- Triturus vulgaris borealis Kauri in Gislén & Kauri, 1959
- Triturus vulgaris tataiensis Dely, 1967
- Triturus vulgaris schmidtleri Raxworthy, 1988

## Publications originales
- Fuhn, 1951 : Contributiuni la sistematics Salamazdrelor din Republica Populara Romana. I. Studiul catorva populatii de Triturus vulgaris L. Buletinul Stiintific. Sectiunea de Stiinte Biologice, Agronomice, Geologice si Geografice. Bucuresti, vol. 3, p. 501.
- Linnaeus, 1758 : Systema naturae per regna tria naturae, secundum classes, ordines, genera, species, cum characteribus, differentiis, synonymis, locis, ed. 10 (texte intégral).